# Paspalum venezuelanum
Paspalum venezuelanum är en gräsart som först beskrevs av Mary Agnes Chase, och fick sitt nu gällande namn av Alasdair Graham Burman. Paspalum venezuelanum ingår i släktet tvillinghirser, och familjen gräs. Inga underarter finns listade i Catalogue of Life.